# Nurmisaari (ö i Norra Savolax, Kuopio, lat 62,83, long 27,72)
Nurmisaari är en halvö i Finland. Den ligger i sjön Kallavesi och i kommunen Kuopio i den ekonomiska regionen  Kuopio ekonomiska region  och landskapet Norra Savolax, i den centrala delen av landet, 300 km nordost om huvudstaden Helsingfors.